# APG II-systeem
Het APG II-systeem is een door de Angiosperm Phylogeny Group in 2003 gepubliceerd APG-systeem in de plantentaxonomie. Het is gepubliceerd door de Angiosperm Phylogeny Group, als de opvolger van het APG I-systeem uit 1998. Evenals dat APG-systeem beperkt het APG II-systeem zich tot de bedektzadigen.
De APG-systemen zijn niet gebaseerd op hoofdzakelijk morfologische en biochemische kenmerken, maar uitsluitend op de volgorde van basen in het DNA (desoxyribonucleïnezuur), zogenoemde "moleculaire data". Er zijn echter veel andere morfologische en biochemische kenmerken van de planten gevonden die de genetische verwantschappen ondersteunen. Zo wordt bijvoorbeeld de splitsing in hoofdgroepen gesteund door de morfologie van het stuifmeel.
In afwijking van andere systemen kent APG II geen botanische namen toe boven de rang van orde. In de rang van orde en daaronder, dus voor de meest gangbare groepen, gebruikt APG wel botanische namen. De drie belangrijkste clades (hoofdgroepen) die in APG II worden onderscheiden zijn de magnoliids, de monocots en de eudicots. De gehele groep van bedektzadigen heet bij APG angiosperms. Deze Engelse namen zijn in het meervoud en worden niet noodzakelijkerwijs met een hoofdletter geschreven en worden niet gecursiveerd.
Het APG II-systeem is in 2009 opgevolgd door het APG III-systeem. Daarna is in 2016 het APG IV-systeem voor classificatie van de bedektzadigen gepubliceerd.
De 23ste editie van de Heukels volgt het APG II-systeem, en vertaalt daarbij de gebruikte Engelse namen van clades (zie onder). De Heukels kent nu de klasse van de zaadplanten (Spermatopsida), met daarin de "naaktzadigen" en de "bedektzadigen".
| - 'angiosperms', bedektzadigen, Angiospermae - Amborellaceae - - Nymphaeaceae - - Austrobaileyales - - - 'magnoliids' (magnoliiden) - - Magnoliales - Laurales - - Piperales - Canellales - Chloranthaceae - 'monocots', Monocotyledoneae, eenzaadlobbigen - Acorales - - Alismatales - - Asparagales - Dioscoreales - Liliales - Pandanales - 'commelinids' (commeliniden) - Dasypogonaceae - Arecales - Poales - - Commelinales - Zingiberales - - Ceratophyllales - 'eudicots', 'nieuwe' tweezaadlobbigen - Ranunculales - - Sabiaceae - Proteales - - Trochodendraceae - Buxaceae - 'core eudicots' - Gunnerales - - - Aextoxicaceae - Berberidopsidaceae - - Saxifragales - 'rosids' - 'eurosids I' (fabiden) - - Celastrales - Oxalidales - Malpighiales - - Fabales - Rosales - - Cucurbitales - Fagales - Geraniales - Myrtales - Crossosomatales - 'eurosids II' (malviden) - Brassicales - - Malvales - Sapindales - Santalales - - Dilleniaceae - Caryophyllales - 'asterids' - Cornales - - Ericales - - 'euasterids I' (lamiiden) - Garryales - - Gentianales - Lamiales - Solanales - 'euasterids II' (campanuliden) - Aquifoliales - - Apiales - Asterales - Dipsacales |
| → benoemde clades zijn omlijnd& ← |